# Filialkirche Riedlingsdorf

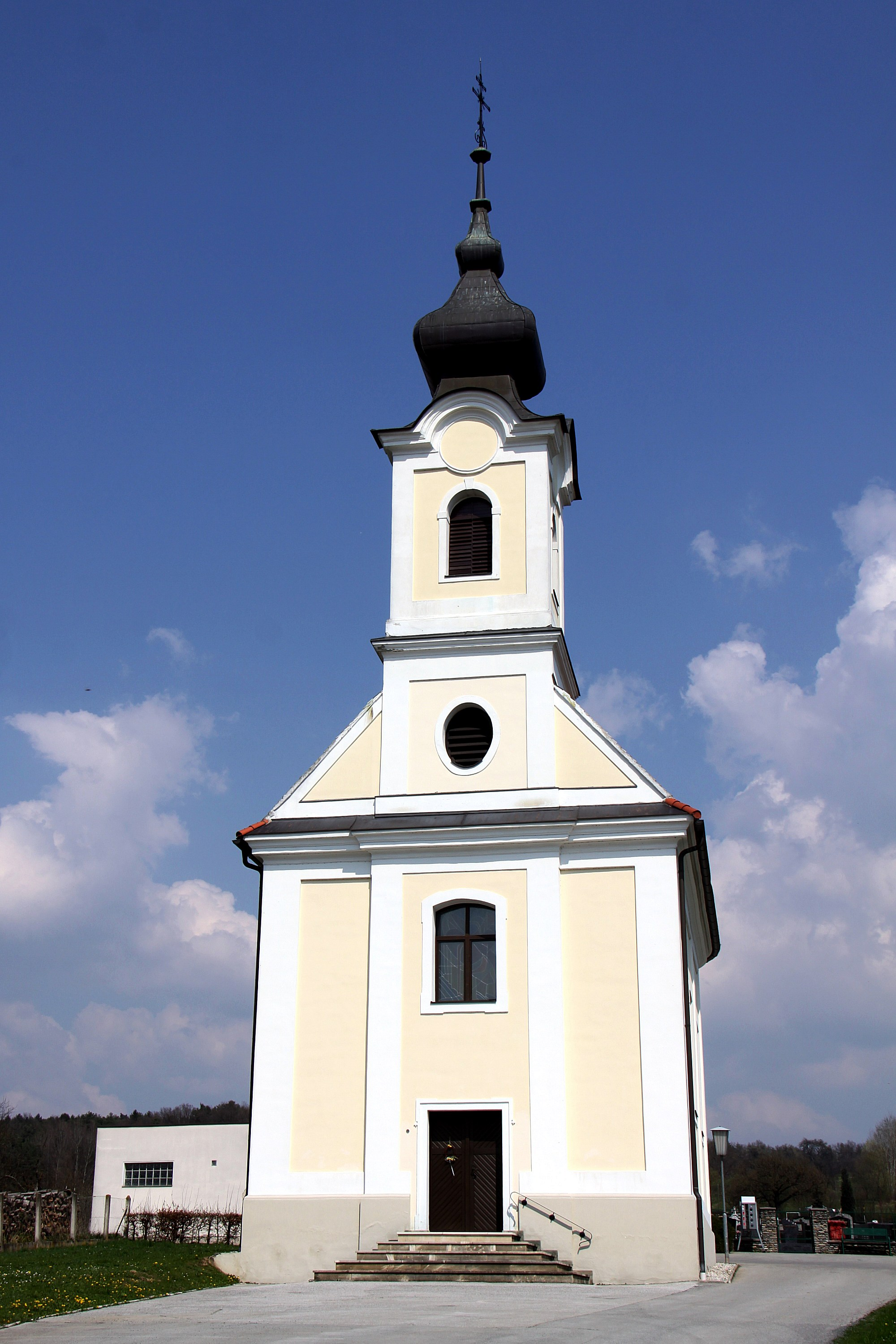
Katholische Filialkirche hl. Urban in Riedlingsdorf

Die römisch-katholische Filialkirche Riedlingsdorf steht in der Gemeinde Riedlingsdorf im Bezirk Oberwart im Burgenland. Die auf den heiligen Urban geweihte Filialkirche der Katholischen Pfarrkirche Pinkafeld gehört zum Dekanat Pinkafeld in der Diözese Eisenstadt. Das Bauwerk steht unter Denkmalschutz.

## Geschichte
Erstmals erwähnt wurde die Kirche 1697. Diese war mit großer Wahrscheinlichkeit ein einfacher mittelalterlicher Bau aus Stein, mit einem gewölbten Chor und holzgedeckten Schiff. Im Jahr 1759 erfolgte ein Neubau der Kirche, den Bauern des Ortes durchführten. Aus Geldern der Kirche und Spenden großzügiger Herrschaften wurde 1811 die heutige Kirche erbaut. Diese neu erbaute Kirche bietet für 200 Personen Platz. Um die Kirche liegt der Friedhof. Merkmäler sind der gemauerte Turm und die ursprüngliche Glocke, die von der alten Kirche übernommen wurde.
Im Jahre 1831 erfolgten Renovierungen außen und innen sowie die Ausfärbelung der Kirche durch den geschickten italienischen Maurer Augustin Riva. Der Altar und die Fenster wurden 1846 renoviert und eine Orgel wurde angeschafft. Im Jahre 1963 wurde die Kirche an das öffentliche Stromnetz angeschlossen. Die erste große Renovierung erfolgte unter Pfarrer Martin Sack im Jahre 1981. Dabei wurde die Kirche innen und außen neu angestrichen, das Glockengeläut elektrifiziert, eine Heizung installiert sowie die Kirchenbänke erneuert. Die bisher umfangreichste Renovierung ereignete sich von Juni 1993 bis Mai 1994 aufgrund der fortschreitendem Feuchtigkeit im Mauerwerk. Hierbei wurden der Innen- und Außenputz samt Anstrich erneuert, Steinplatten verlegt und eine neue Eingangsstiege geschaffen.
Der 200. Jahrestag der Konsekration der Filialkirche wurde am 27. September 2015 im Rahmen eines Gottesdienstes unter der Leitung des Generalvikars der Diözese Eisenstadt gefeiert. Aus diesem Anlass wurden außerdem eine personalisierte Briefmarke (PM-Nr.: 8115824), auf welcher der Eingangsbereich und das Altarbild abgebildet sind, in einer Auflage von 500 Stück aufgelegt und eine Dokumentation über die Geschichte der Kirche vorgestellt.

## Architektur
Es handelt sich um einen klassizistischen Saalbau mit Fassadenturm und Zwiebelhelm. Das Gebäude zeichnet sich durch ein tonnengewölbtes Turmjoch mit breiter Empore und vorgebauchter Brüstung aus. Über der Apsis befindet sich eine Schale. Die Kirche besteht aus einer gleich breiten Schiff- und Halbkreisapsis.
Die drei Glasfenster wurden im Zuge der Renovierung 1993/94 eingebaut. Thomas Resetarits hat sie zu den Themen Glaube, Hoffnung und Liebe entworfen.

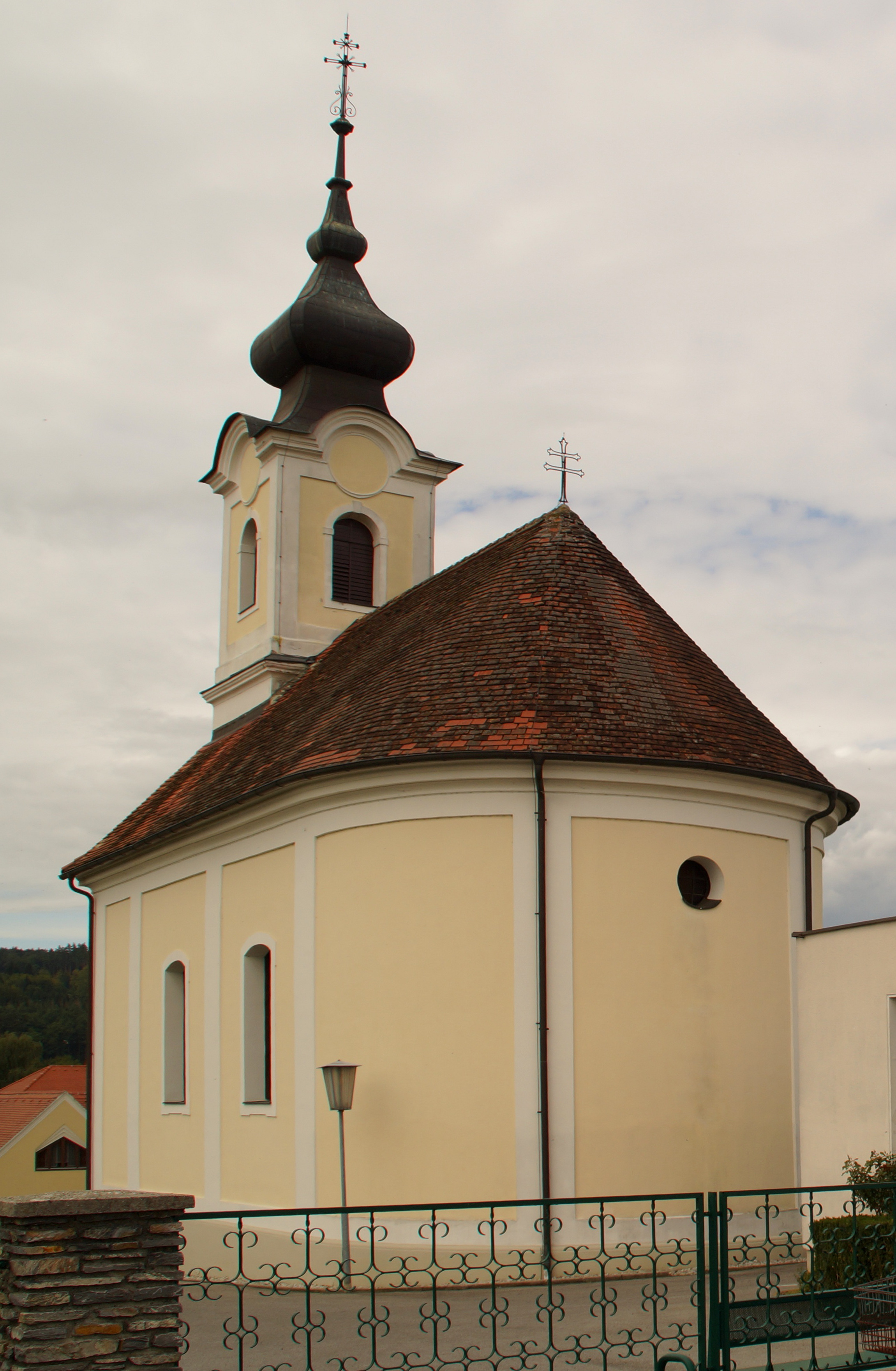
Rückseite der Filialkirche mit Apsis
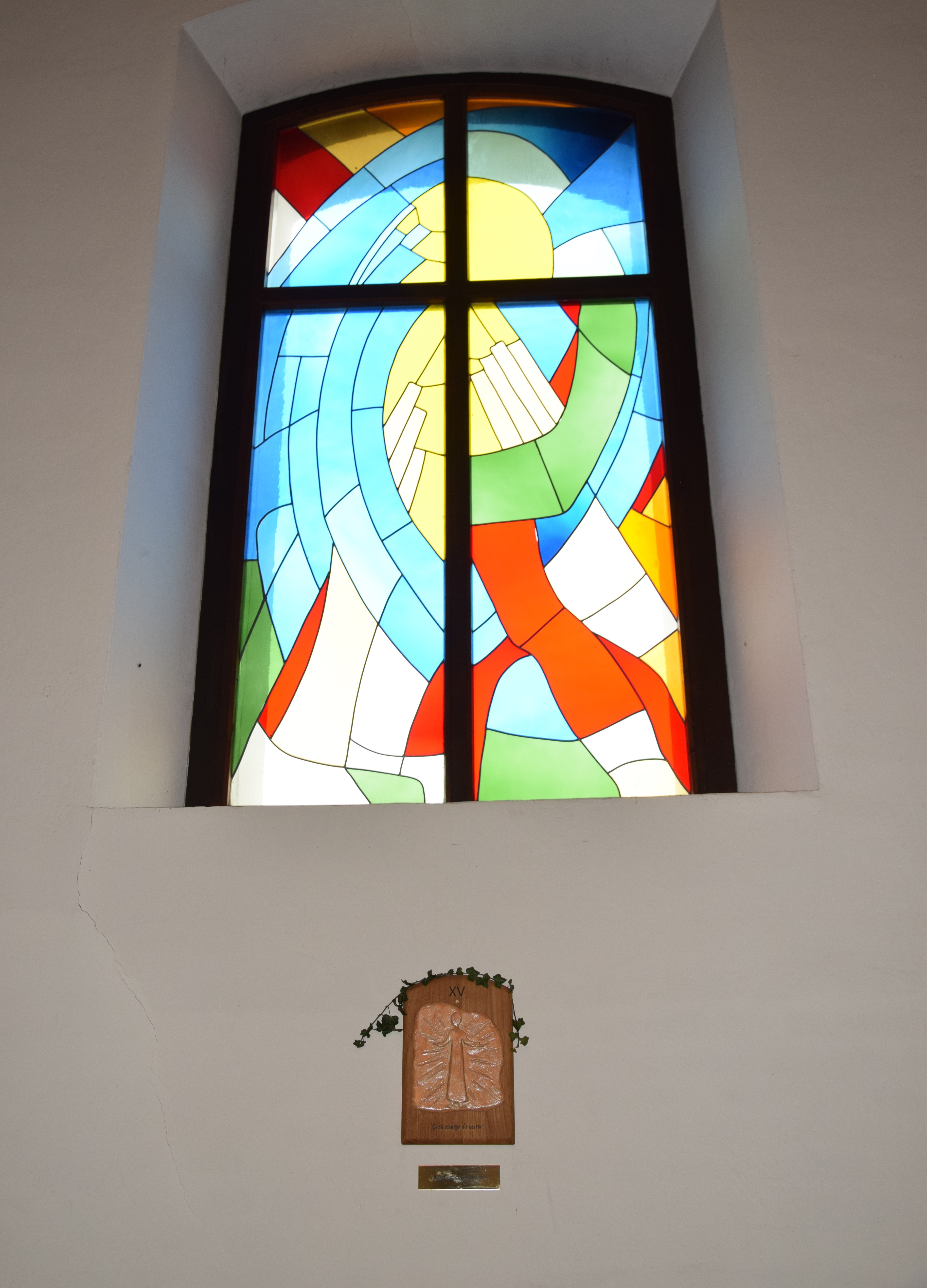
Kirchenfenster „Glaube“ – Südseite
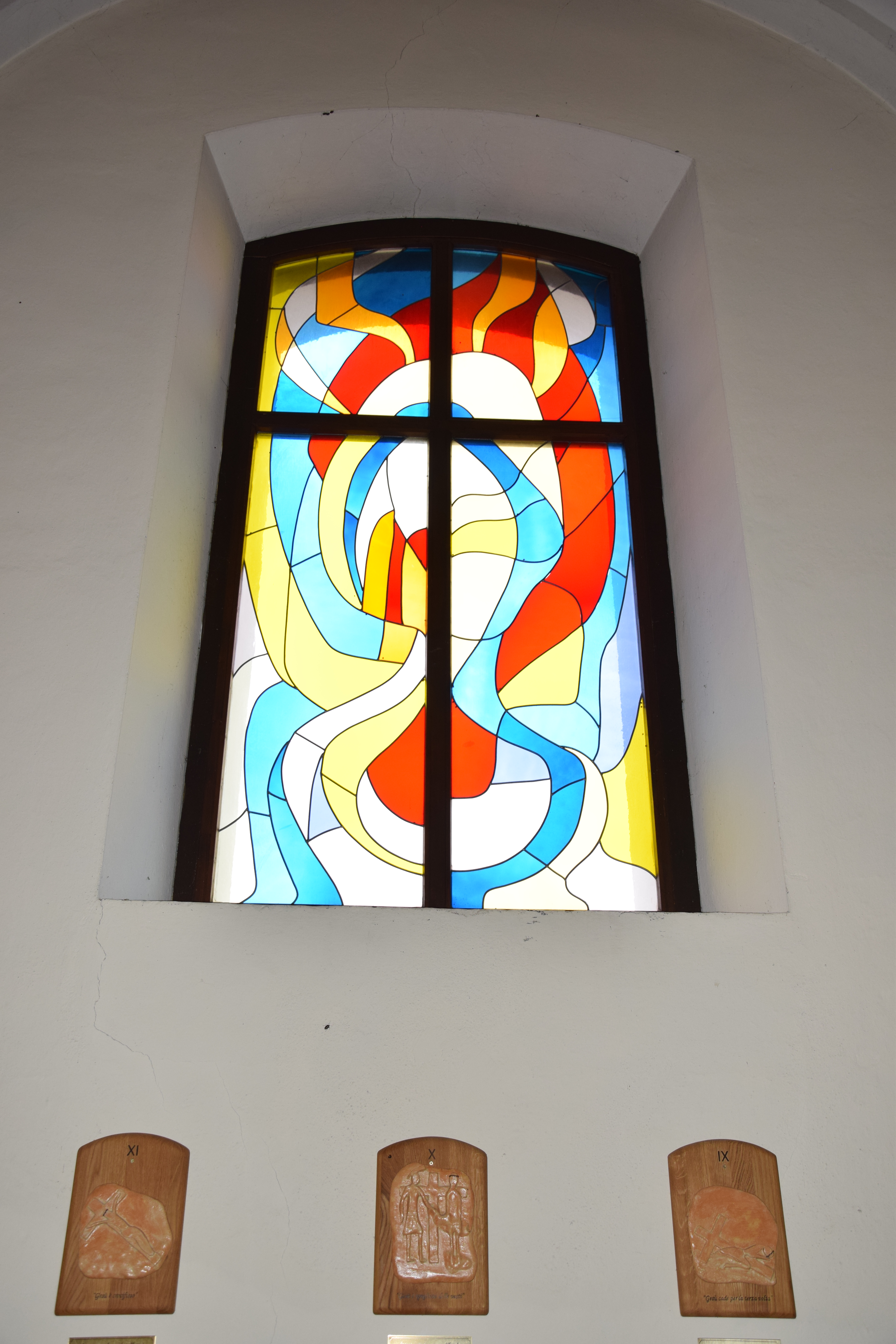
Kirchenfenster „Hoffnung“ – Südseite
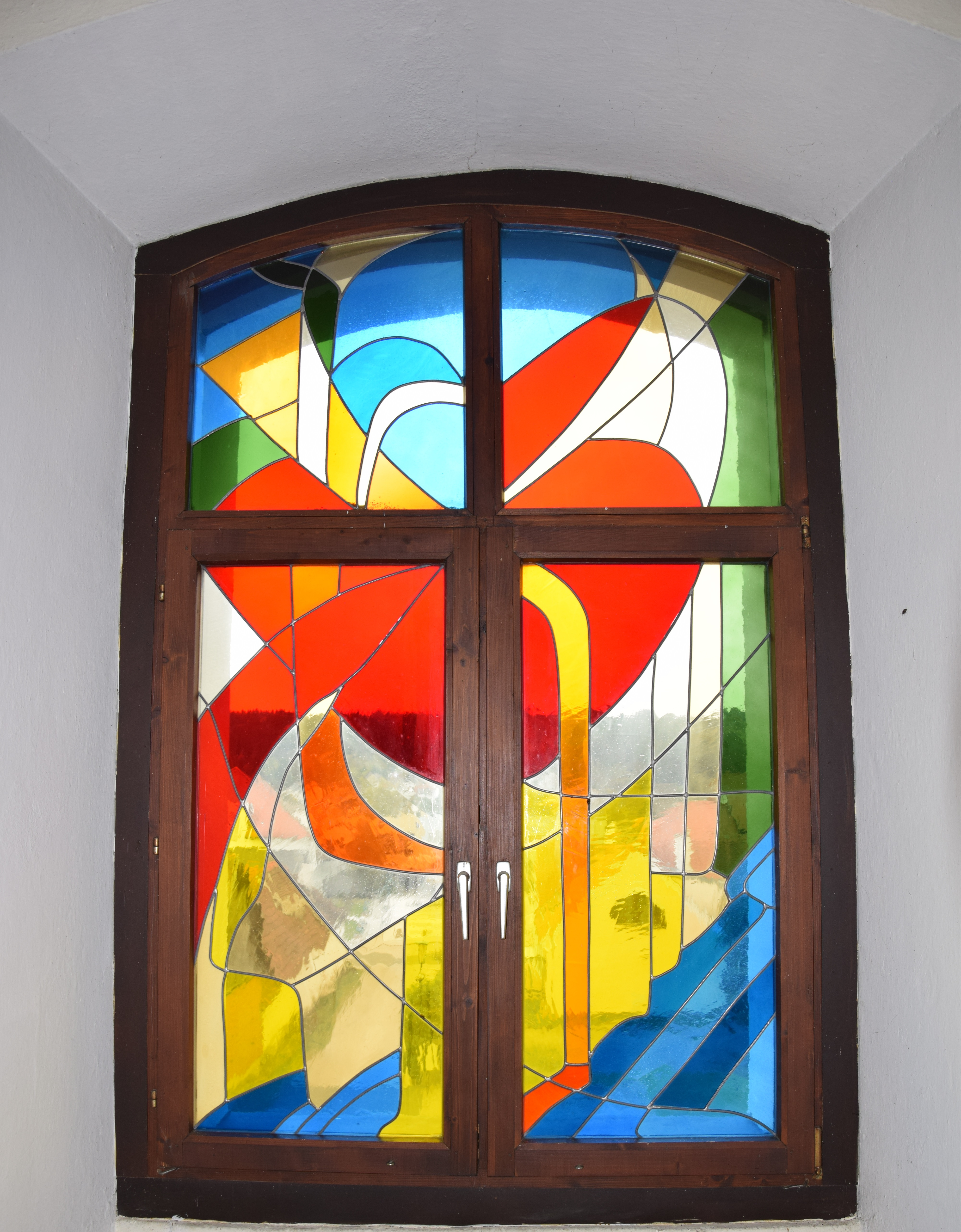
Kirchenfenster „Liebe“ – Ostseite

## Ausstattung
Der Volksaltar sowie der Ambo und der Kerzenständer wurden ebenfalls von Thomas Resetarits entworfen. Auf dem Altarbild ist der Kirchenpatron Hl. Urban abgebildet.
Die erste kleine Glocke stammt aus dem Jahr 1920. 1956 erhielt die Kirche eine zweite Glocke mit einem Gewicht von ca. 260 kg, die von der Wiener Glockengießerei Josef Pfundner hergestellt wurde.

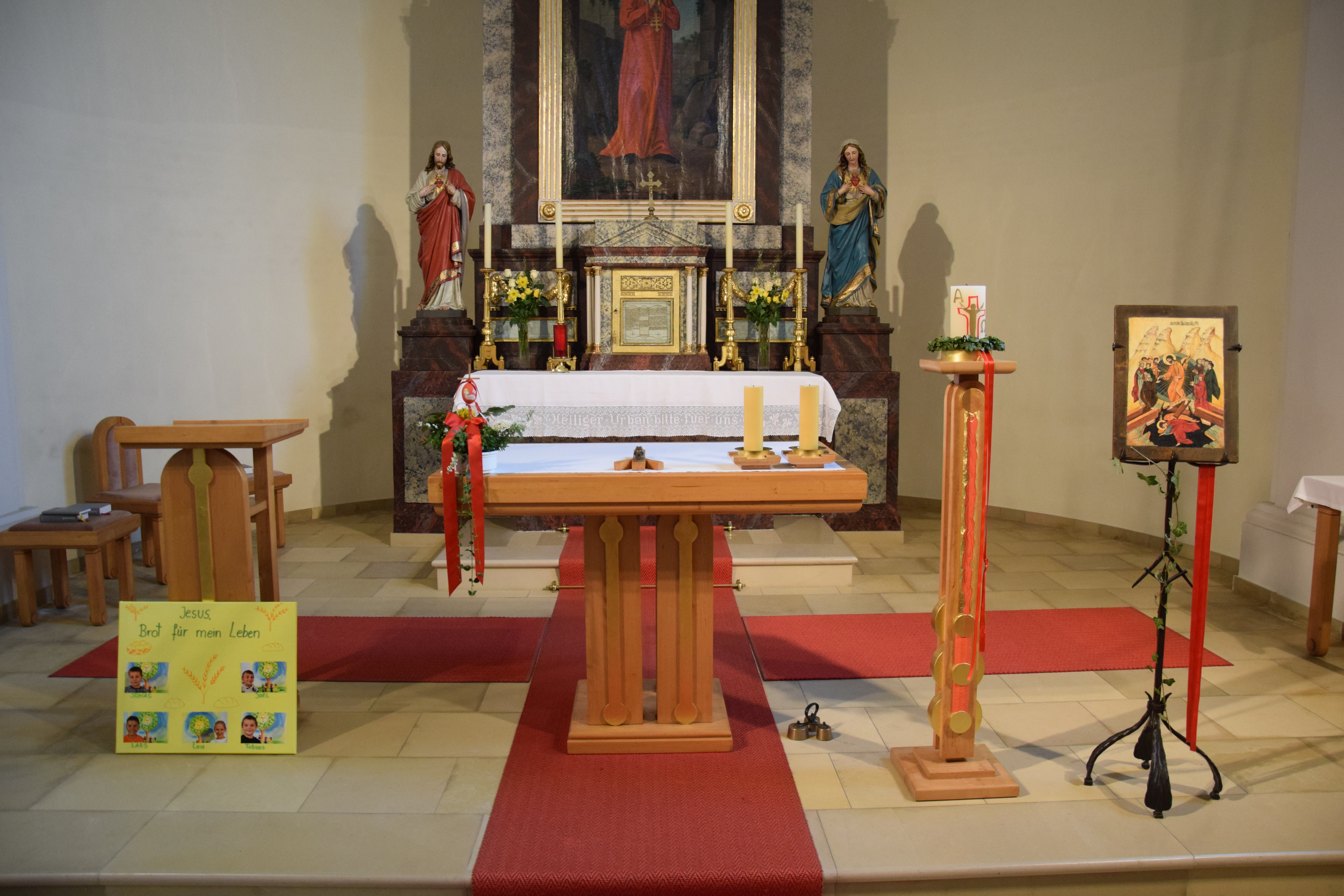
Altarraum
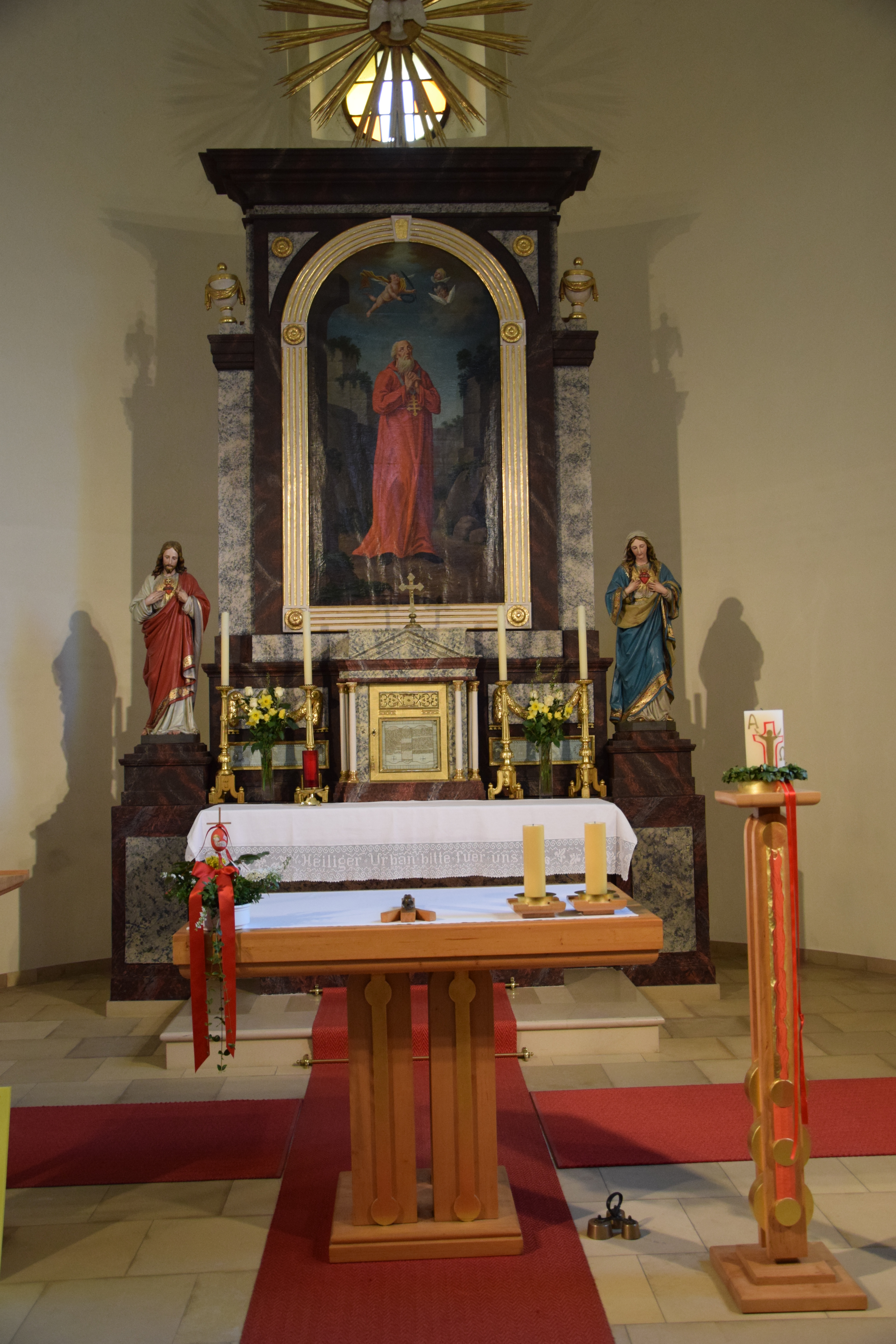
Altarraum
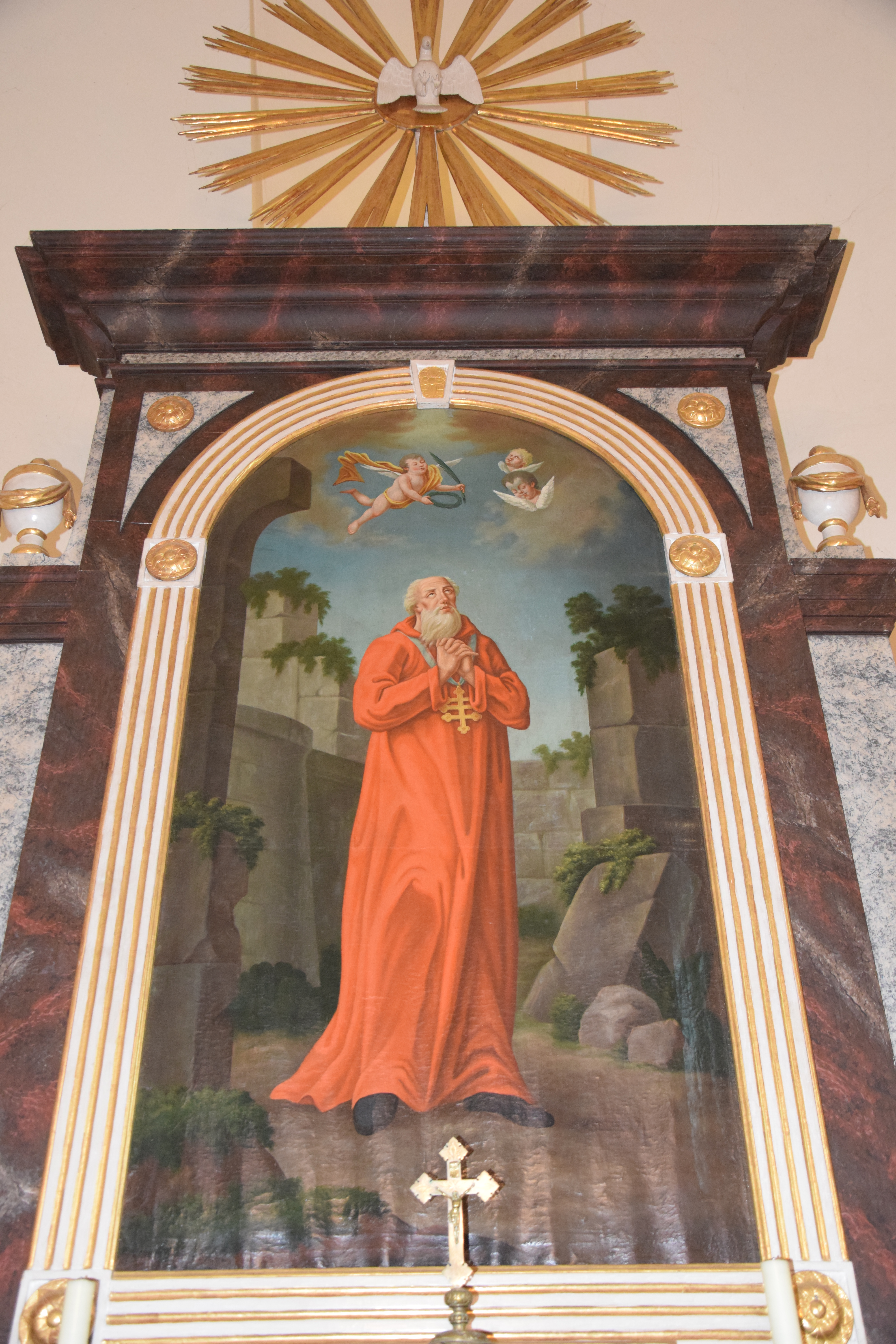
Altarbild mit dem heiligen Urban
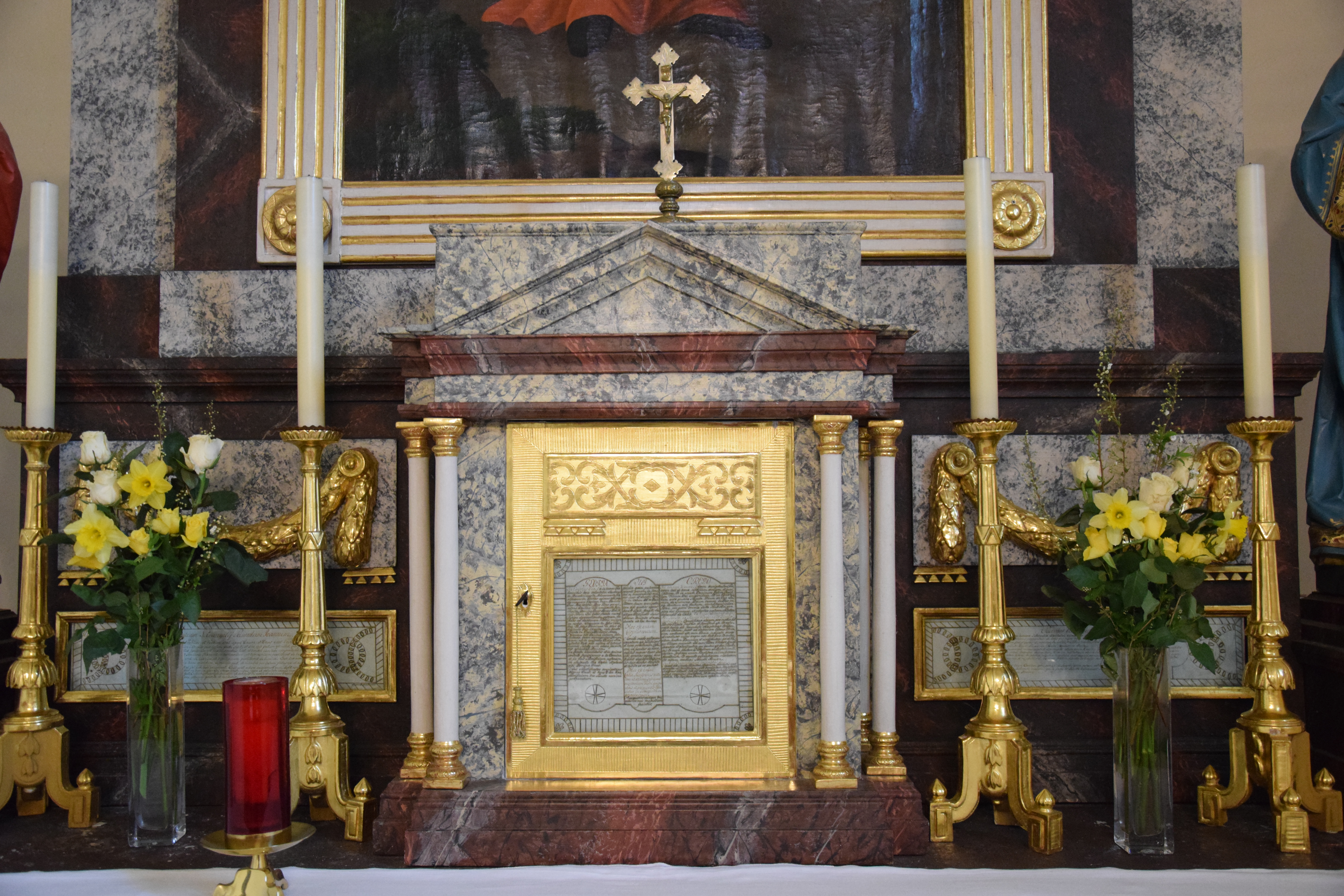
Tabernakel
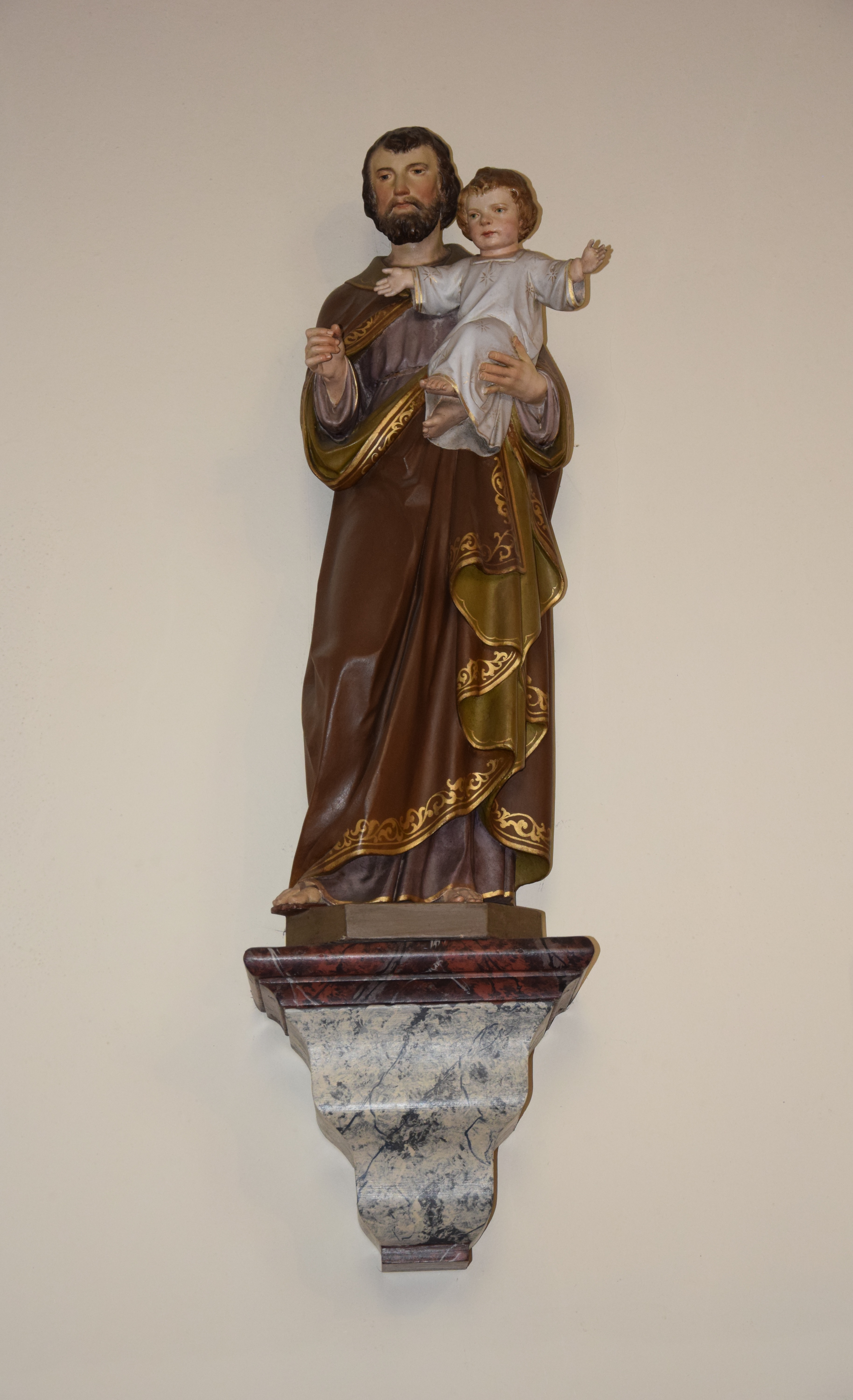
Skulptur Josef von Nazaret
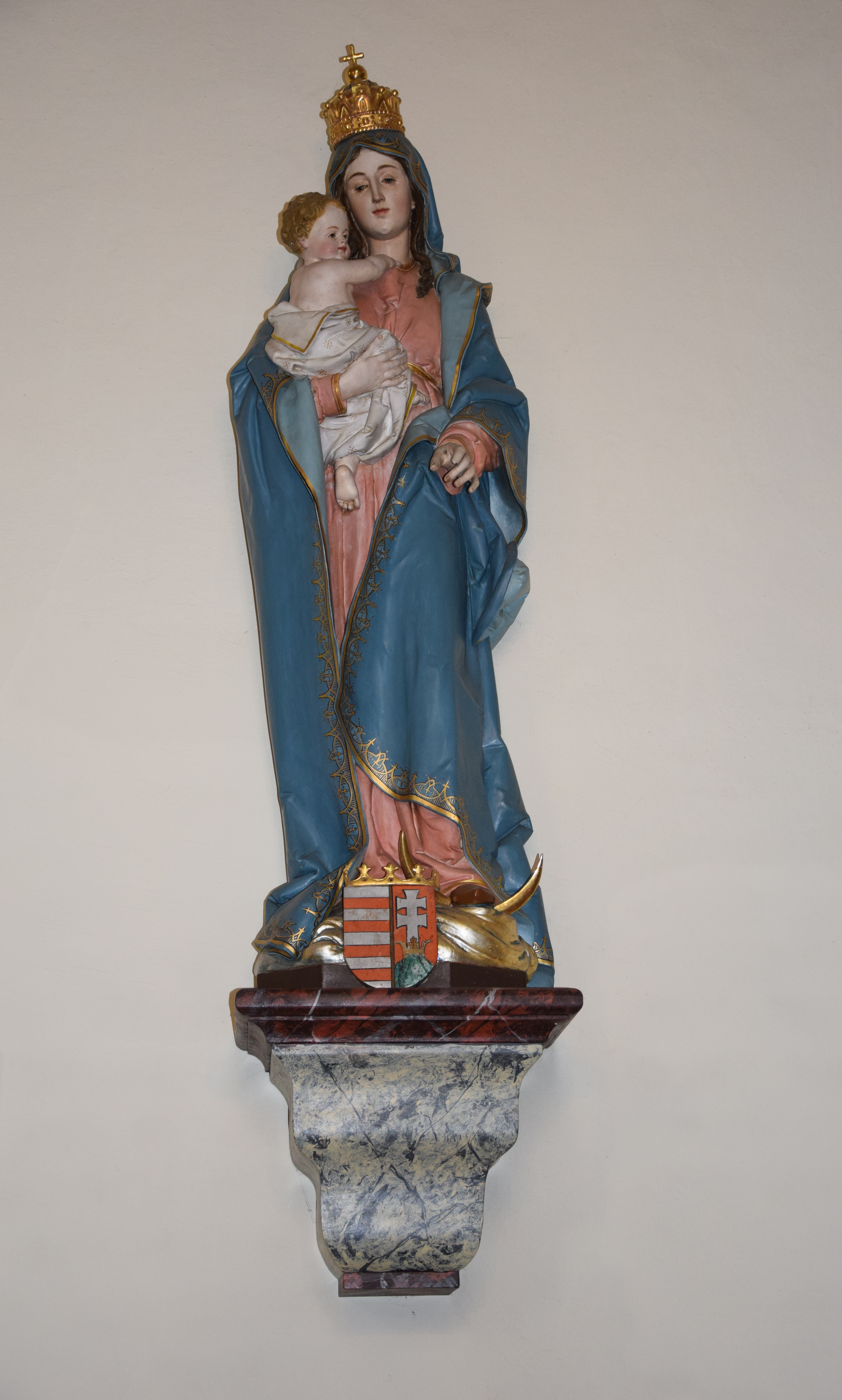
Skulptur Mutter Maria
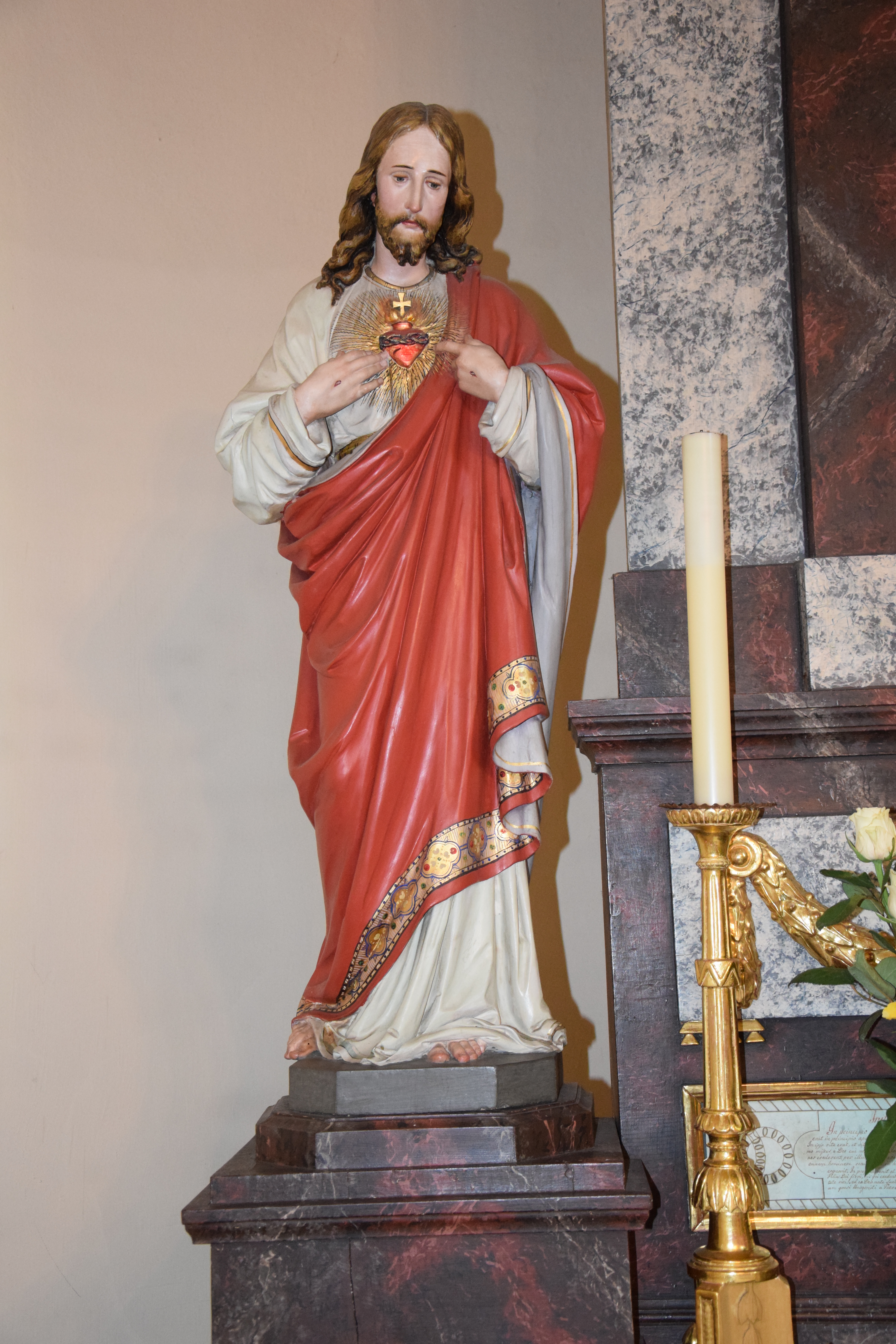
Darstellung Heiligstes Herz Jesu
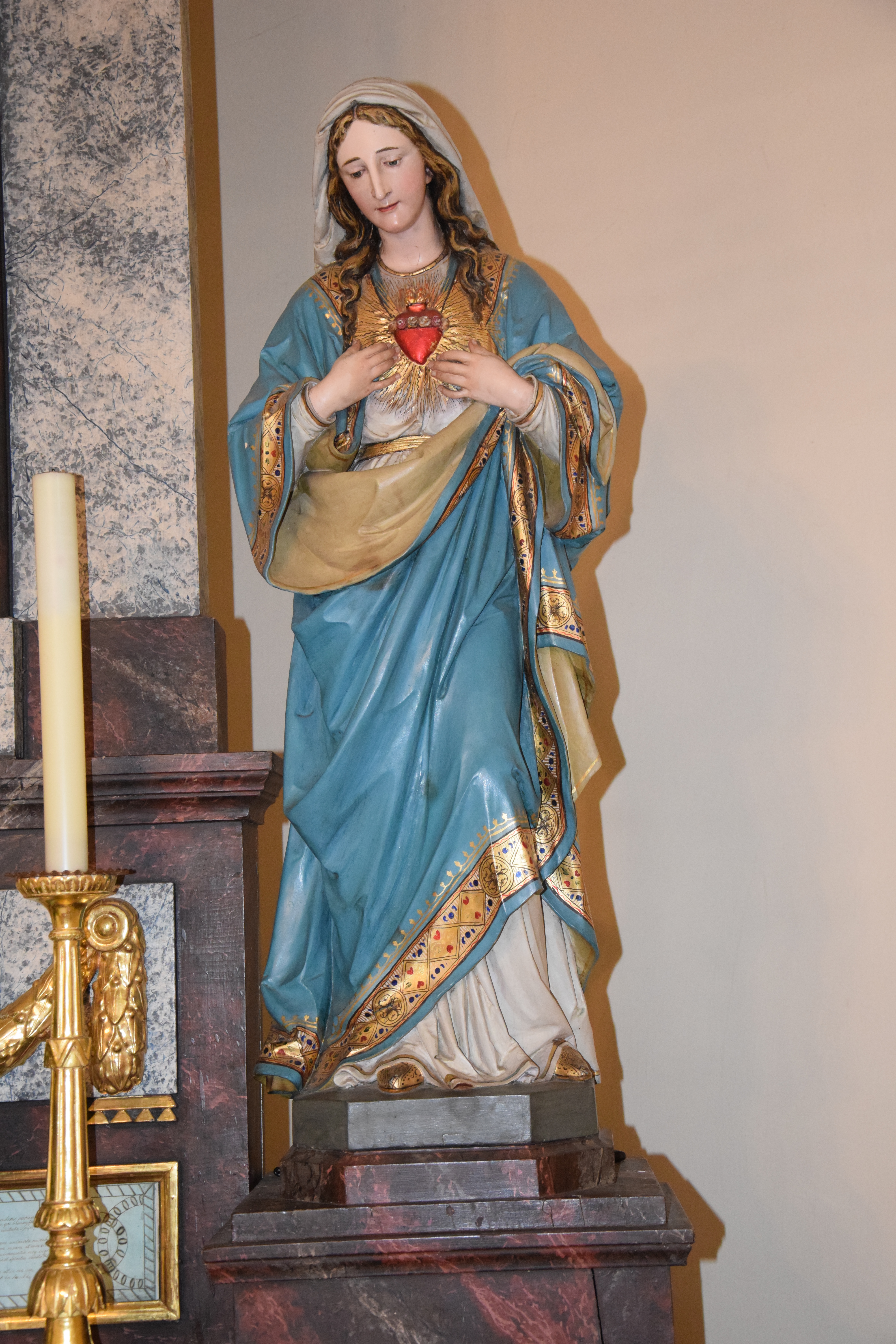
Darstellung Unbeflecktes Herz Mariä
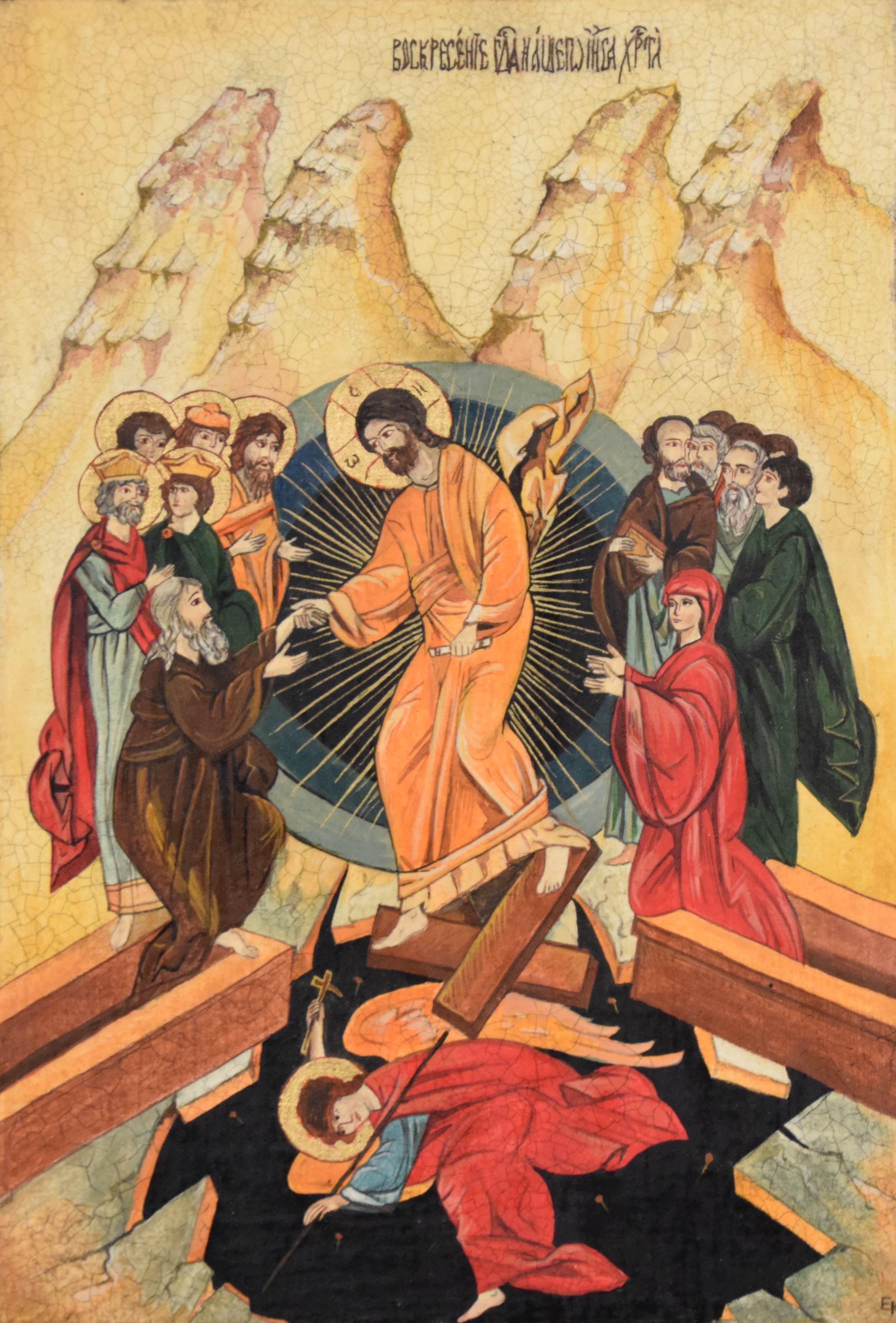
Auferstehungsikone